# Issendolus
 Issendolus  es una población y comuna francesa, situada en la región de Mediodía-Pirineos, departamento de Lot, en el distrito de Figeac y cantón de Lacapelle-Marival.

## Demografía
| 346 | 342 | 334 | 397 | 365 | 454 |
| Para los censos de 1962 a 1999 la población legal corresponde a la población sin duplicidades (Fuente: INSEE [Consultar]) |     |     |     |     |     |